# 1991 ES1
1991 ES1 är en asteroid i huvudbältet som upptäcktes den 7 mars 1991 av de båda japanska astronomerna Seiji Ueda och Hiroshi Kaneda i Kushiro.
Asteroiden har en diameter på ungefär 15 kilometer.